# Ligne de Lourches à Valenciennes
La ligne de Lourches à Valenciennes est une ligne ferroviaire française à écartement standard, électrifiée et à double voie, de la région Hauts-de-France. Elle relie la gare de Lourches à celle de Valenciennes. Elle est exploitée pour le fret et le TER Hauts-de-France.
Elle constitue la ligne no 254 000 du réseau ferré national.

## Historique
La loi du 17 juillet 1879 (dite plan Freycinet) portant classement de 181 lignes de chemin de fer dans le réseau des chemins de fer d’intérêt général retient en no 4 une ligne de « Valenciennes à Denain et Lourches, par ou près Trith-Saint-Léger » et en no 12, une ligne de « Valenciennes à Laon, par ou près Le Cateau ».
La section entre Valenciennes et Prouvy - Thiant, partie d'un itinéraire de Valenciennes au Cateau est déclarée d'utilité publique par une loi le 7 avril 1879.
La section de Lourches à Prouvy - Thiant est déclarée d'utilité publique par une loi le 3 août 1881.
La section entre Prouvy - Thiant et Lourches est concédé à titre définitif par l'État à Compagnie des chemins de fer du Nord selon les termes d'une convention signée entre le ministre des Travaux publics et la compagnie le 5 juin 1883. Par cette même convention, l'État cède à la compagnie la section de Valenciennes à Prouvy - Thiant, partie d'une liaison de Valenciennes au Cateau. Cette convention est approuvée par une loi le 20 novembre suivant.
Entre le 13 décembre 2020 et le 3 septembre 2021, les trains TER sont remplacés par un service d'autocars de substitution, en raison de travaux sur la ligne (notamment la régénération des voies et le remplacement de trois ponts-rail).

## La ligne

### Tracé
La ligne naît à Lourches, sur la ligne de Busigny à Somain, non loin des bords de l'Escaut, puis passe sous l'autoroute A21, avant de contourner Denain par le nord et de desservir cette dernière. Après un pont sur l'Escaut, la ligne passe sous l'autoroute A2, pour ensuite contourner Haulchin par le sud, repasser au-dessus de l'Escaut et desservir Prouvy-Thiant, au sud de l'aérodrome du même nom. Ensuite, le tracé aborde le sud de l'agglomération de Valenciennes par la desserte de Trith-Saint-Léger, ainsi qu'un second passage sous l'A2 et un troisième passage sur l'Escaut. Passé ce dernier, la ligne entre dans Valenciennes au droit de la ligne de Fives à Hirson. 

### Exploitation
La ligne de Lourches à Valenciennes constitue la première section de la liaison « P63 » du réseau TER Hauts-de-France, reliant la gare de Valenciennes à celle de Cambrai. La deuxième section, entre Lourches et Cambrai, est une partie de la ligne de Busigny à Somain.